# Slíďák dřevomilný
Slíďák dřevomilný (Acantholycosa lignaria) je druh pavouka z čeledi slíďákovití. Má strakatou barvu, hlavohruď je černá s bílými skvrnami na okrajích, zadeček kombinuje černou, šedou a bílou barvu. Nohy dosahují značné délky a především tibie předního páru jsou porostlé 4 až 6 dlouhými chloupky připomínajícími ostny. Dorůstá velikosti 7 až 8 milimetrů (někdy se udává až 10 mm). Samice je poněkud větší než samec. Tento druh nepřede pavučiny, ale loví na zemi různý drobný hmyz a členovce. Žije v palearktické oblasti. V České republice je vzácný a řadí se mezi chráněné druhy. Obývá zde především horské oblasti v nadmořské výšce 600 až 1200 m. Jako biotop preferuje lesní světliny, mýtiny a paseky s padlými kmeny a pařezy, případně naskládané pořezané kmeny. Při vyrušení zalézá do štěrbin ve dřevě a pod kůru. Kokon má namodralou či modrošedou barvu. Dá se velmi snadno zaměnit za slíďáka ostnonohého (Acantholycosa norvegica), který nicméně preferuje jiná stanoviště.